# Westelijke Eilanden

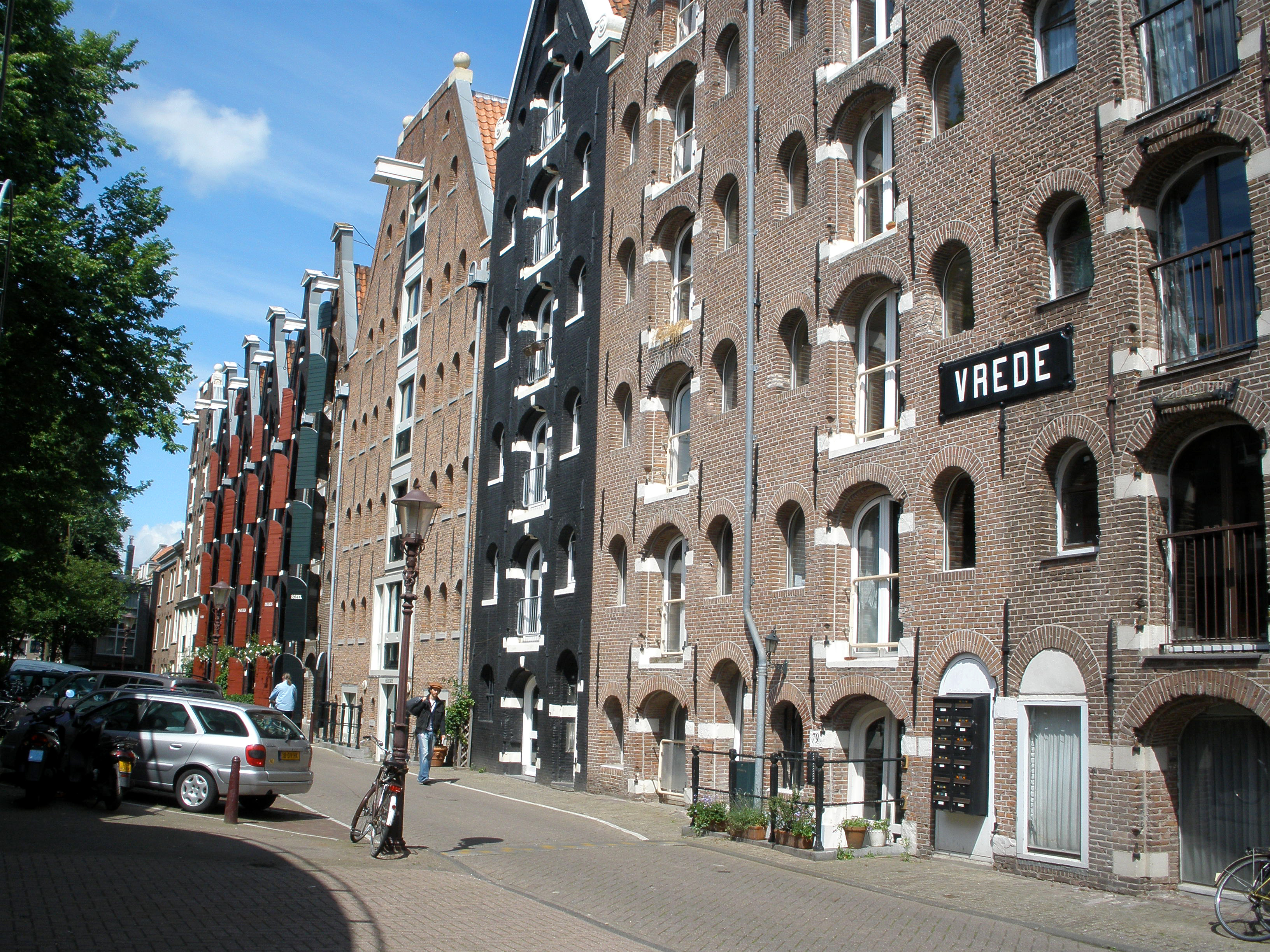
Frühere Lagerhäuser auf dem Prinseneiland

Die Westelijke Eilanden (deutsch Westliche Inseln) sind ein Wohnquartier (ndl. buurt) im Westen der Amsterdamer Innenstadt und bestehen aus drei Inseln. Im Jahr 2024 hatte das Quartier 2.895 Einwohner. Die Inseln liegen westlich des Amsterdamer Hauptbahnhofs und werden begrenzt von der Zeeheldenbuurt im Norden, Haarlemmerbuurt West im Süden, Planciusbuurt Noord im Westen und der buurt Westerdokseiland im Osten.

## Geschichte

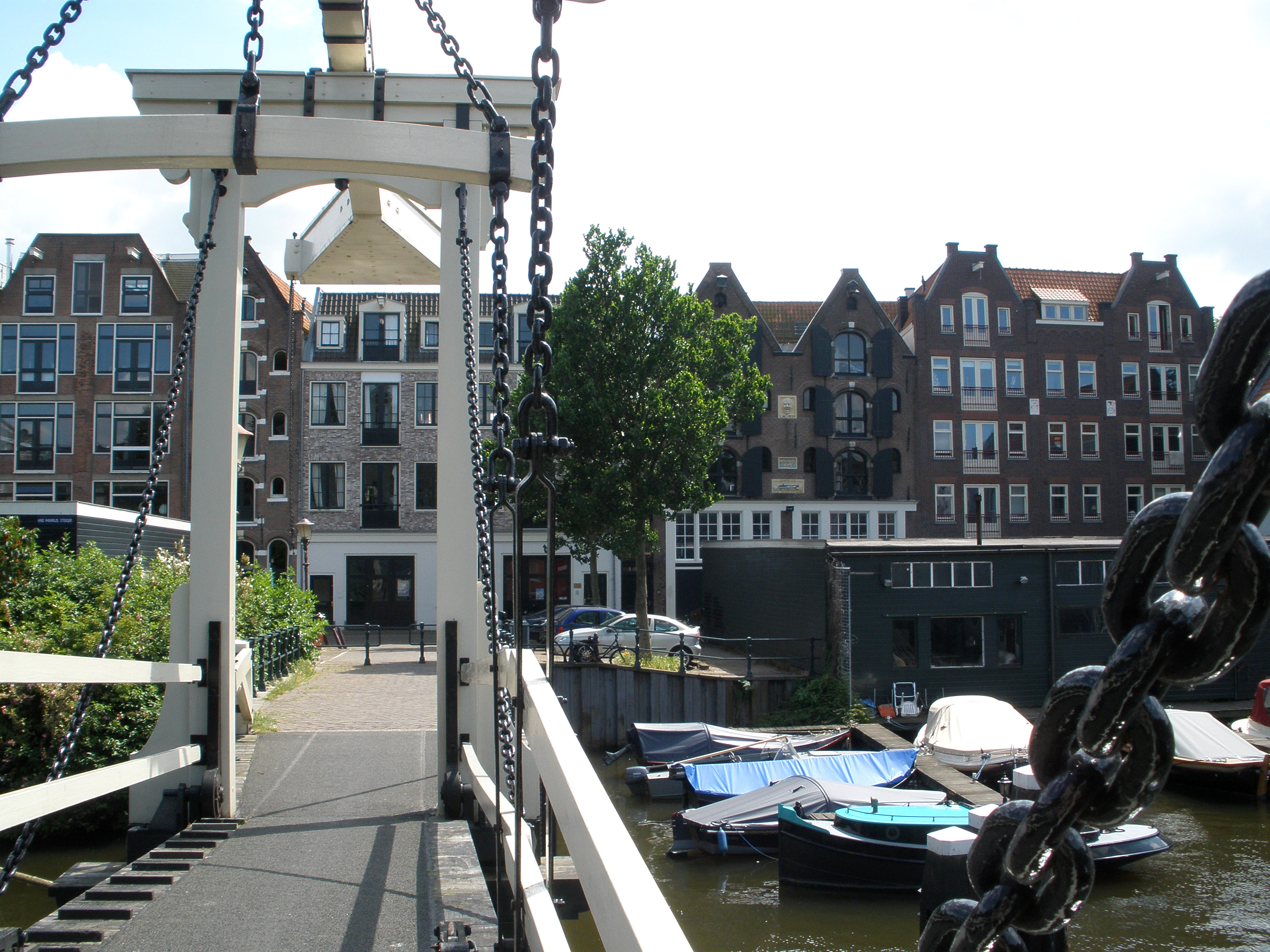
Prinseneiland: Drieharingenbrug

Zu den Westelijke Eilanden, die westlich des Westerdokseiland liegen, gehören die Inseln Bickerseiland, benannt nach dem damaligen Bürgermeister Johan Bicker, Prinseneiland und Realeneiland. Der Name Reaeleneiland stammt von dem früheren Besitzer Reynier Reael.
Die ersten Pläne zum Bau der Inseln stammen aus 1610. Zwischen 1614 und 1615 wurden die Inseln angelegt mit den Namen Vooreiland, Middeneiland und Achtereiland. Der Zweck der Inseln war in erster Linie für Schiffswerften, Herringfischerei und Betriebe zur Herstellung von Teer gedacht.
Um 1615 hatte sich Johan Bicker auf dem Bickerseiland als Schiffsbauer niedergelassen und 1631 war er Eigentümer der Insel. Um 1660 stand auf der Insel eine hölzerne Kirche, die Eilandskerk (wörtlich: Inselkirche). Sie wurde 1736 durch eine steinerne Kirche ersetzt. 1939 wurde sie geschlossen und 1960 abgebrochen.
Reynier Jansz Reael (1588–1648) war einer der wichtigsten Eigentümer von Realeneiland. Gegen die Interessen der Stadt Amsterdam ließ er keine Werften aber Wohnhäuser bauen. Später kamen Lagerhäuser (Pakhuizen) für Hering, Wein, Tabak, Salz, Teer und Getreide dazu.
1623 kam es nach einer jahrelangen Auseinandersetzung mit der Stadt Amsterdam zum Verkauf der ersten Baugrundstücke auf dem Prinseneiland. Um 1819 gab es circa 940 Lagerhäuser in Amsterdam, wovon 126 auf den Westelijke Eilanden.
Nach dem 18. Jahrhundert wurden noch zahlreiche Schiffswerften und
Betriebe für Schiffszubehör gebaut. Die drei Inseln sind seit 2011 Wohnviertel. Die früheren Lagerhäuser sind renoviert und in Appartements aufgeteilt.